# La Nación (Chile)
La Nación fue un periódico de circulación diaria publicado en Santiago de Chile. Fue fundado el 14 de enero de 1917 por el abogado y político liberal Eliodoro Yáñez, junto a los senadores Alfredo Escobar Campaña, Augusto Bruna Valenzuela y Abraham Gatica Silva. Era de interés general, con distribución nacional, y tuvo una edición bajo el formato semanario, llamada La Nación domingo (LND).
Era editado por la Empresa Periodística La Nación S.A., que también publica el Diario Oficial de la República de Chile, sin embargo representaba una parte marginal de sus ingresos, ya que estos provenían esencialmente de las ventas del Diario Oficial y de la división de imprenta de la empresa. Este fue uno de los principales argumentos del Gobierno para terminar su circulación en 2010.
La Junta de accionistas del periódico decidió el lunes 24 de septiembre de 2012 cerrarlo definitivamente y liquidar todos los bienes que poseía, tras 95 años de funcionamiento. Sin embargo, aún subsiste la edición digital del periódico.

## Historia

### Nacimiento y expropiación
El diario La Nación fue creado en 1917 como una forma de entregar información y competir con otros diarios de Santiago (El Mercurio, Las Últimas Noticias, El Diario Ilustrado, entre otros). Según uno de sus fundadores, Eliodoro Yáñez, debía dar "atención preferente a los problemas sociales que afectan a la parte de la población que representa la actividad del trabajo y del progreso económico del país". Tras siete años, el periódico quedó en manos solo de Yáñez.[cita requerida]
En julio de 1927, durante su régimen dictatorial, el general Carlos Ibáñez del Campo expropió el diario, con lo que se transformó en el medio y portavoz oficial del Gobierno. Después de esto, su legítimo dueño, Eliodoro Yáñez, abandonó Chile, permaneciendo en el exilio hasta 1931, cuando renunció Ibáñez el 26 de julio de aquel año. Al día siguiente, el periódico anunció su suspensión. El gobierno de Juan Esteban Montero realizó gestiones para devolverle La Nación a Yáñez, las cuales se vieron frustradas tras la caída de Montero y la proclamación de la República Socialista de Chile el 4 de junio de 1932, la cual retomó la publicación del diario a partir del día 8 de aquel mes. Finalmente, Eliodoro Yáñez murió el 26 de julio del mismo año, sin haber recibido compensación alguna por el incidente de la expropiación (pese a ello, la edición del día siguiente dedicó su portada a su deceso). Hasta el día de hoy el Estado de Chile no ha asumido deuda con los descendientes de Eliodoro Yáñez, en lo que al diario La Nación respecta.[cita requerida]
Entre 1929 y 1930 fue construido el edificio que albergó durante gran parte de su historia al periódico, el cual fue diseñado por el arquitecto Roberto Barceló Lira, con ayuda del ingeniero Alberto Covarrubias, y construido por la firma norteamericana Fred T. Lay.
El domingo 16 de marzo de 1969 fue publicado por primera vez el suplemento dominical impreso en el sistema ófset. Dos días más tarde, sale la primera edición del diario confeccionado en el nuevo sistema, siendo uno de los primeros en utilizarse en Latinoamérica.

### Cambios durante la dictadura militar (1973-1990)

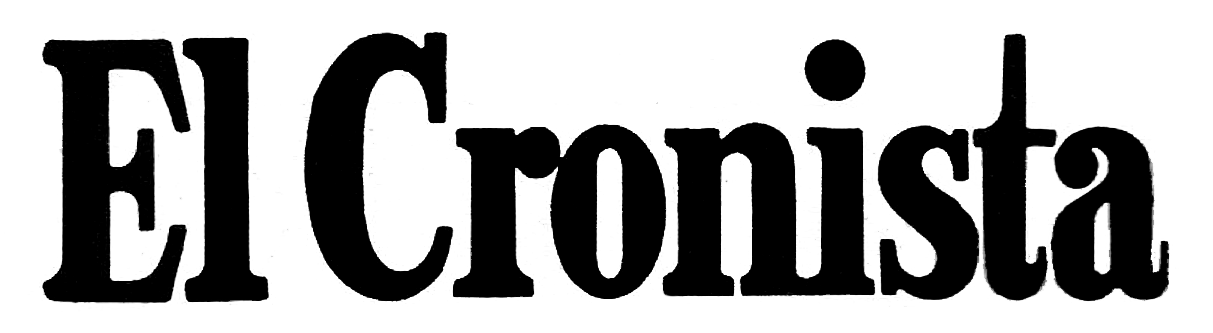
Logotipo de El Cronista (1975-1980).

El periódico circuló de forma ininterrumpida hasta el 11 de septiembre de 1973, y 6 días después el diario fue intervenido por las Fuerzas Armadas de Chile. Entre el 11 de octubre de 1973 y el 31 de agosto de 1975 el diario apareció bajo el nombre de La Patria. El 8 de septiembre de 1975 comienza a circular El Cronista, encabezado por la periodista Silvia Pinto y considerado como sucesor de La Nación y La Patria. Recién el 3 de junio de 1980 (casi 7 años después de su última edición) volvió a llamarse La Nación como tal, sin embargo, continuó con su numeración de manera normal.
Durante la década de los años '80, La Nación se convirtió en el medio oficial de la dictadura militar de Augusto Pinochet, incluyendo en varias ocasiones diversos escritos y publicaciones de carácter propagandístico. Asimismo, e imitando el modelo impuesto por la revista Ercilla, comenzó a entregar gratuitamente libros de destacados escritores.[cita requerida]

### Período de los gobiernos de la Concertación (1990-2010)
De una férrea defensa de la dictadura militar, de un día para otro, el 12 de marzo de 1990, el periódico varió a una línea de centro-izquierda. Los días 5 y 6 de marzo de 1991, La Nación publicó de manera íntegra el "Informe Rettig", dado a conocer por el presidente Patricio Aylwin el 4 de marzo de ese año.
Durante los años 1990, La Nación lograba altísimas ventas en ciertas ocasiones, especialmente cuando publicaba los resultados de la Prueba de Aptitud Académica (PAA), el SIMCE, o los subsidios habitacionales. En la actualidad, los resultados de la Prueba de Selección Universitaria (PSU, que reemplazó a la PAA) son publicados por El Mercurio; los del SIMCE, por La Tercera; y los del subsidio habitacional, por La Cuarta.

### Gobierno de Sebastián Piñera y cierre (marzo a diciembre de 2010)

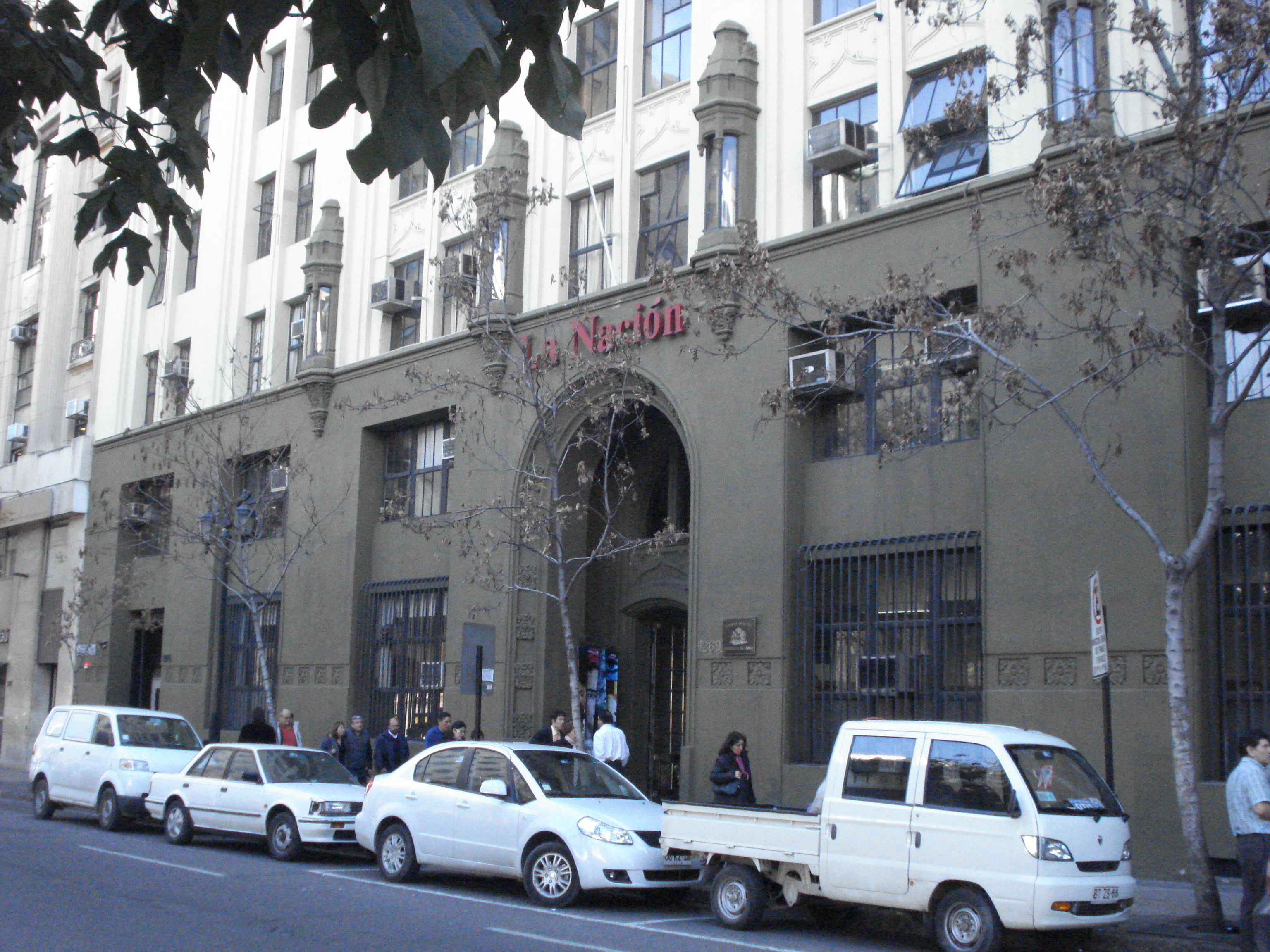
Dependencias del Diario La Nación en 2010.

En septiembre de 2009, el ese entonces candidato presidencial Sebastián Piñera, de la centroderechista Coalición por el Cambio, mostró su molestia con la cobertura que La Nación daba al candidato de la Concertación, Eduardo Frei Ruiz-Tagle, llegando a manifestar que tenía "la firme convicción que lo mejor para Chile es cerrar el diario La Nación", además de impedirle el ingreso a periodistas del diario a un acto masivo de campaña realizado en el Arena Santiago. Sin embargo, luego de ello, Piñera se retractó afirmando que "La Nación va a ser un diario pluralista, respetuoso, y va a tener un estatuto parecido y semejante al de TVN", lo que fue confirmado tras su elección por su vocera, Ena von Baer.
El día que Piñera asumió la presidencia, el 11 de marzo de 2010, se nombraron nuevos directores en la Empresa Periodística La Nación S.A., todos cercanos a la Coalición por el Cambio; Daniel Platovsky (RN), quien asumió como presidente del directorio, Cristina Bitar (UDI), Hernán Larraín Matte (hijo del senador Hernán Larraín y la ministra Magdalena Matte) y Gonzalo Müller (UDI). El 1 de septiembre de 2010, en el marco de las celebraciones del Bicentenario de Chile, La Nación estrenó un nuevo diseño, en el cual incorporó la extensión ".cl" (dominio de Internet en Chile) a su nombre, quedando como "La Nación.cl", fusionando secciones y adquiriendo una nueva tipografía.[cita requerida]
Los rumores de cierre del diario volvieron a circular a mediados de octubre de 2010, lo que fue confirmado por Daniel Platovsky el 16 de ese mes, cuando comunicó que la versión impresa de La Nación dejará de circular en una fecha no determinada, y que el medio subsistirá solo en su versión electrónica. Ello implicaría además, el despido de una gran parte de los periodistas que actualmente trabajan en el periódico.
El 12 de noviembre, la Junta de Accionistas aprueba el proyecto de terminar con el diario impreso y continuar solo como un periódico electrónico, lo cual es rechazado por los sindicatos de la empresa. El 16 de diciembre de 2010 se publicó la última edición impresa de La Nación, tras lo cual el medio se mantiene exclusivamente como un portal informativo en Internet, mientras que el 19 de diciembre se publicó la última edición en papel de La Nación Domingo. El 24 de diciembre de 2013 el Gobierno de Chile abrió el proceso de licitación para concretar su venta.
El 10 de enero de 2014 se informó que la Universidad Diego Portales había adquirido los archivos del diario La Nación, que fueron declarados como Monumento Nacional el 29 de abril del mismo año, y en los meses siguientes se inició el proceso de clasificación y digitalización del archivo tanto de materiales impresos como de fotografías.

## Edición digital

Logotipo del periódico.

lanacion.cl nació como versión digital del periódico matutino de distribución nacional, La Nación. Sin embargo, en 2010 se decidió finalizar la versión impresa del diario, quedando únicamente el periódico en línea.
En septiembre de 2012 el Gobierno de Chile llamó a junta extraordinaria de los accionistas de la Empresa Periodística La Nación S.A. para decidir el cierre definitivo de lanacion.cl.
El periódico en línea sigue funcionando hasta la actualidad.

## Directores
Este listado de directores del diario ha sido preparado con base en lo publicado en ediciones aniversario del diario, publicados en 1963 y años posteriores:
- Ernesto Bianchi Tupper (1917-1922)
- Carlos Dávila (1922-1927)
- Luis Cruz Almeyda (1927-1928)
- Hugo Silva Endeiza (1928-1929; 1931)
- Oscar Fenner Marín (1929-1931)
- Luis Adduard Corvalán (1931)
- Jocelyn de la Maza (1931-1932)
- Jorge Hübner Bezanilla (1932)
- Jorge Luco Cruchaga (1932)
- Francisco Méndez Binimellis (1932-1933)
- Arturo Meza Olva (1933)
- Carlos Préndez Saldías (1938-1941)
- Domingo Melfi Demarco (29 de marzo de 1941-11 de enero de 1946)[24][25]
- Adolfo Fuentes Rojas (1946)
- Ramón Cortez Ponce (22 de julio de 1946-noviembre de 1952)
- José Dolores Vásquez (noviembre de 1952-marzo de 1953)
- Rogelio Cuéllar Valenzuela (1953-enero de 1954)
- Carlos Dávila (enero-julio de 1954)
- Darío Sainte-Marie Sorucco (julio de 1954-1956)
- Manuel Zamorano Hernández (1956-1958)
- Raúl Ferrada Fuentes (1958)
- Jaime Silva Silva (1958-23 de marzo de 1959)[26]
- Marcos Chamudes (1959-1961)
- Osvaldo Sagüés Olivares (1961-10 de noviembre de 1964)[27]
- Jenaro Medina Vera (10 de noviembre de 1964-1966)[28]
- Juan Goñi (1 de abril de 1966-1967)[29]
- Claudio Orrego Vicuña (1967-1969)
- Raúl González Alfaro (1969-4 de noviembre de 1970)
- Renán Andrade Martínez (4 de noviembre de 1970-4 de mayo de 1971)[30]
- Óscar Waiss Band (4 de mayo de 1971-11 de septiembre de 1973)

#### ComoLa Patria(1973-1975)
- Carlos Sepúlveda Vergara[31] (11 de octubre de 1973-1974)
- Héctor Muñoz Bulboa (1974-1975)

#### ComoEl Cronista(1975-1980)
- Silvia Pinto Torres (8 de septiembre de 1975-1980)

#### La Naciónen dictadura (1980-1990)
- Luciano Vásquez Muruaga
- Orlando Poblete Iturrate
- Jaime Valdés
- Gastón Acuña
- Pablo Sáenz de Santa María

#### La Naciónen democracia (1990-2010)
- Abraham Santibáñez Martínez (11 de marzo de 1990-1994)
- Jorge Fernández Correa (1994-1996)
- Ignacio González Camus (1996-2000)
- Guillermo Hormazábal Salgado[32] (2000-31 de marzo de 2002)
- Alberto Luengo Danon (1 de abril de 2002-2004)
- Juan Walker Edwards (2004-2006)
- Rodrigo Fernández de Castro Subercaseaux[33] (2006-2009, inicialmente como subdirector responsable)
- Marcelo Castillo Sibilla (2009-11 de marzo de 2010)
- Álvaro Medina Jara (11 de marzo-19 de diciembre de 2010)

## Suplementos
Durante su historia como diario impreso, el diario La Nación contó con suplementos que abarcaban distintos campos informativos y de entretención. Algunos fueron los siguientes:
- Punto y Gol (1983-1984): Revista antecesora de Triunfo, comenzó a circular en 1983, también en día lunes, pero a diferencia de la revista creada en 1986, no incluía la información deportiva del día domingo.
- Mundo Deportes (1984-1986): Primer proyecto del equipo liderado por Héctor Vega Onesime, fue un suplemento diario deportivo, que aumentaba en páginas los días lunes.
- Verónica (1984-1990): Revista femenina publicada en la segunda mitad de los años 80, circulaba los sábados.
- Triunfo (1986-2009): el más emblemático de los suplementos del diario, Revista Triunfo fue creada el 2 de junio de 1986, para el Mundial de Fútbol de México y era dirigida por el destacado periodista argentino Héctor Vega Onesime. Su gran particularidad es que era una revista que se entregaba gratuitamente junto al diario y su circulación era los días lunes, a diferencia de las revistas deportivas que circulaban los días martes. Otra de sus ventajas era la inclusión de la información y fichas de los partidos jugados el día domingo. En algunas ocasiones, se publicaban revistas especiales en días distintos al lunes, como para el título de Colo Colo en la Copa Libertadores de América 1991. En julio de 2002, Triunfo deja de circular con el diario y comenzó a venderse separadamente y con venta de suscripciones.
- Fusta (1990-2009): Revista hípica, circulaba los días viernes, sucesor del suplemento Mundo de la Hípica. Del mismo formato que Triunfo, su contenido eran reportajes a personajes de la hípica nacional e internacional y los programas de carreras de los hipódromos nacionales. En julio de 2002, Fusta deja de circular con el diario y comenzó a venderse separadamente.
- Archipegarecortables (1991-1992): Suplemento educativo con base en láminas recortables.
- Benjamín (1991-1994): suplemento infantil, dibujado por Hernán Vidal (Hervi), en circulación desde julio de 1991, incluía juegos, historietas y curiosidades.
- Triunfo Diario (1996-2000): De martes a domingo este suplemento abarcaba el 50% del diario. Además de la cobertura del fútbol y otros deportes, se incluían las páginas de hípica, avisos clasificados, servicios y carteleras de cine y teatro.

## Propietario
Actualmente el diario es propiedad de Comunicaciones Lanet S.A., empresa de comunicaciones, cuyo representante legal es Luis Alberto Novoa Miranda.